# Tadahiro Sekimoto
Tadahiro Sekimoto (jap. 関本 忠弘, Sekimoto Tadahiro; * 14. November 1926 in der Präfektur Hyōgo; † 11. November 2007) war ein japanischer Telekommunikationsingenieur und ehemaliger Präsident der NEC Corporation.
Sekimoto studierte Physik an der Universität Tokio mit dem Bachelor-Abschluss 1948 und trat dann in die Forschungslaboratorien von NEC ein, wo er 1965 Leiter der Grundlagenforschung wurde. 1962 wurde er an der Universität Tokio als Ingenieur promoviert. Nachdem er ab 1965 zwei Jahre bei COMSAT in Washington D.C. war leitete er ab 1967 das Labor für Kommunikationsforschung von NEC. 1972 wurde er Manager der Abteilung Datenübertragung (Transmission Division) und 1974 stieg er in den Vorstand auf. 1977 wurde er Senior Vizepräsident und 1978 Executive Vizepräsident zuständig für Verkäufe in Japan. 1980 wurde er Präsident von NEC und 1994 bis 1998 war er im Aufsichtsrat. 1998 trat er zurück als Reaktion darauf, dass NEC dem japanischen Verteidigungsministerium überhöhte Preise berechnet hatte. Er blieb aber Berater von NEC, bis er auch davon 2002 zurücktrat, da er nicht damit einverstanden war, dass NEC seine Elektroniksparte als NEC Electronics ausgliederte.
Er entwickelte bei NEC Puls-Code-Modulation zur Anwendungsreife einschließlich der Entwicklung der zugehörigen Schaltkreise. In den 1960er Jahren entwickelte er die SPADE-Technologie die bei Satellitenkommunikation und Datenübertragung (Intelsat) zur Anwendung kam. SPADE steht für Single-channel-per-carrier pulse-code-modulated multiple-access demand-assignment equipment. Ein von ihm entwickeltes Zeit-Multiplexverfahren (TDMA) und automatisches Routing-System fand in der Satellitenkommunikation und später beim Mobilfunk Anwendung. Zu seiner Zeit als Präsident von NEC in den 1980er Jahren stieg NEC zu einem der weltweit größten Anbieter von Computern und Halbleitern auf.
Er war Direktor des japanischen Institute for International Socio-Economic Studies (IISE) und 1992 bis 1997 stellvertretender Vorsitzender des Beratungsgremium des Keidanren, der größten Unternehmens-Lobby-Gruppe in Japan.
2004 erhielt er die IEEE Medal of Honor und er erhielt die IEEE Alexander Graham Bell Medal und den Edwin Howard Armstrong Award der IEEE Communications Society. Außerdem war er Life Fellow des IEEE. Er war auswärtiges Mitglied der National Academy of Engineering. Sekimoto war Ritter der Ehrenlegion und KBE. In Japan erhielt er die Ehrenmedaille mit Purpurband und den Orden des Heiligen Schatzes. Er hielt 35 japanische und 5 ausländische Patente.